# Abrakadabra
Abrakadabra (Abracadabra, Abraxas, Abrasax) – pochodzący prawdopodobnie z języka aramejskiego (Abəra kaDavəra) wyraz niemający znaczenia. Od schyłku starożytności, w średniowieczu i we wczesnej nowożytności posługiwano się nim jako formułą magiczną, tj. wyrazem, który (odpowiednio) wypowiedziany ma rzekomą moc wpływania na rzeczywistość. Obecnie słowo "abrakadabra" stosuje się jako (żartobliwe) określenie wypowiedzi pozbawionej sensu, niezrozumiałej, zagmatwanej.
Siedem liter imienia АΒΡΑΣΑΞ ma wartość liczbową 365 (Α = 1, Β = 2, Ρ = 100, Α = 1, Σ = 200, Α = 1, Ξ = 60). Słowo to znajduje się jako magiczny znak i symbol pełni (m.in. zapewne także w odniesieniu do liczby siedem) w hellenistycznych papirusach magicznych, również na starożytnych i średniowiecznych amuletach z kamienia, najczęściej w połączeniu z postacią o ludzkim tułowiu z głową koguta, ludzkimi rękami i wężami zamiast nóg.
Pierwszy raz słowo ABRACADABRA pojawiło się w De Medicina Praecepta Quintusa Sammonicusa Serenusa - gnostycznego lekarza cesarza Karakalli. Sammonicus przepisał cesarzowi amulet do walki z malarią, na którym wyryte było słowo ABRACADABRA w formie trójkąta.
Słowo z reguły było zapisywane w jeden z następujących sposobów:
A - B - R - A - C - A - D - A - B - R - A

A - B - R - A - C - A - D - A - B - R

A - B - R - A - C - A - D - A - B

A - B - R - A - C - A - D - A

A - B - R - A - C - A - D

A - B - R - A - C - A

A - B - R - A - C

A - B - R - A

A - B - R

A - B

A
lub
A - B - R - A - C - A - D - A - B - R - A

B - R - A - C - A - D - A - B - R

R - A - C - A - D - A - B

A - C - A - D - A

C - A - D

 A 